# 金山祖庙
金山祖庙，又稱金山北帝宮，奉祀北極鎮天真武玄天上帝，位于中国广东省清远市英德市大湾镇西南郊金山，为清远市英德市的一个市级文物保护单位，类型为古建筑，公布时间为1989年2月。
金山祖庙的历史年代为明朝。